# Marcelia Freesz
Marcelia Freesz é uma modelo brasileira. Nascida na cidade de Muqui no Espírito Santo, a capixaba tornou-se sucesso no mundo da moda nacional e internacional. Entre desfiles, campanhas, capas e editoriais, já realizou trabalhos para Vogue Espanha, Roberto Cavalli e Lacoste. Em 2011, foi escolhida para estrelar a badalada campanha da grife francesa Givenchy.